# Belippo attenuata
Belippo attenuata – gatunek pająka z rodziny skakunowatych.
Gatunek ten opisany został w 2014 roku przez Wandę Wesołowską i Charlesa Haddada, na podstawie materiału odłowionego w 2003 roku przez drugiego z autorów. Jako miejsce typowe wskazano Qacha’s Nek.
Samce osiągają od 1,9 do 2 mm długości prosomy i od 1,9 do 2,2 mm długości opistosomy, zaś samice od 1,8 do 2,2 mm długości prosomy i od 2,1 do 2,8 mm długości opistosomy. Ciało jest wydłużone, wyglądem przypominające mrówkę. Ciemnobrązowy z czarnym polem ocznym karapaks porastają cienkie, bezbarwne szczecinki, rozproszone, białe łuski oraz dłuższe szczeci przy oczach. W płytkim przewężeniu karapaksu leżą dwa trichobotria. Szczękoczułki są brązowe; u samca długie, z bezzębnym przednim brzegiem i 4 zębami na tylnym; u samicy niewydłużone, z 4–6 zębami na przednim i 5 na tylnym brzegu. Odnóża są dwubarwne: ciemnobrązowe i żółtawe. Spód ciała cechują ciemnobrązowe endyty, warga dolna i sternum oraz czarny spód opistosomy. U samca na wierzchu opistosomy występują dwie tarcze. Samca charakteryzuje obecność ząbkowatego wyrostka w nasadowej część tylno-bocznej krawędzi cymbium nogogłaszczków. Samica ma dwa poprzecznie owalne rowki z przodu i dwa zaokrąglone, rozjaśnione pola z tyłu epigynum oraz grubościenne spermateki.
Pająk afrotropikalny, znany tylko z południowego i środkowego Lesotho, z dystryktów Qacha’s Nek i Quthing. Spotykany pod kamieniami, wśród nadrzecznych traw i w ściółce pod eukaliptusami.